# Lasioglossum dathei
Lasioglossum dathei är en biart som beskrevs av Ebmer 2008. Lasioglossum dathei ingår i släktet smalbin, och familjen vägbin. Inga underarter finns listade i Catalogue of Life.